# Dolichurus silvicola
Dolichurus silvicola (лат.) — вид ос рода Dolichurus из семейства Ampulicidae.

## Распространение
Южная Азия: Индия, Шри-Ланка.

## Описание
Мелкие осы (длина до 8,8 мм), в основном чёрного цвета; мандибулы частично красные; щупики, тегулы, лапки и шпоры коричневые. У самцов белые отметины на шпорах ног, тегулах и на переднеспинке. На лбу имеется выступ, к которому прикрепляются усики (12-члениковые у самок и 13-члениковые у самцов). Переднеспинка широкая; нотаули развиты. Брюшко в основании широкое, в передних крыльях по 3 радиомедиальные ячейки.
Предположительно, как и другие виды своего рода, охотятся на тараканов, которых жалят, парализуют и откладывают на них свои яйца.